# Diana (fresque)
Pour les articles homonymes, voir Diana.
Diana est une fresque de la Villa Arianna, découverte lors des fouilles archéologiques de l'ancienne ville de Stabiae (aujourd'hui Castellammare di Stabia), et conservée au musée archéologique national de Naples.

## Histoire
Elle décorait le panneau mural d'un cubiculum de la Villa Arianna, à l'endroit où il y avait également les fresques de Flora, de Médée et de Léda. La peinture de Diana remonte au Ier siècle et a été trouvée lors des fouilles archéologiques effectuées par la dynastie des Bourbons en 1759, ayant mis au jour les vestiges de la ville antique romaine de Stabiae. L'œuvre a ensuite été détachée de son emplacement d'origine, pour devenir une partie de la collection royale, et plus tard a été transférée au musée archéologique de Naples, dans une salle où sont conservées de nombreuses autres peintures de la villa.

## Description
La peinture a un fond bleu sur lequel se dresse Diana, déesse de la chasse, en train de tendre son arc : la déesse est représentée de trois-quarts, tandis que le visage est de profil, légèrement incliné, presque comme observant l'action. Malgré des références à la peinture de l'époque hellénistique, la fresque est similaire aux représentations d'Artémis faites sur les poteries vers la fin du Ve siècle av. J.-C., c'est-à-dire avec un visage doux et un corps presque dépourvu de mouvement : le seul mouvement est donné par le pied gauche légèrement relevé.